# Samia Cherif
Pour les articles homonymes, voir Cherif (homonymie).
 (septembre 2017).
Samia Cherif, née le 9 juin 1968, est une femme d'affaires tunisienne. Elle est la directrice du site web d'information HuffPost Maghreb.

## Biographie
Samia Cherif travaille pour le groupe Canal+ Horizons ou elle définit les stratégies de communication du groupe. Par la suite, elle fonde sa propre agence baptisée EcomEvent PR & Events Agency.
En juin 2013, elle est nommée à la direction du HuffPost Maghreb.